# Alexandru Schwartz
Ne doit pas être confondu avec Alexander Schwartz.
Pour les articles homonymes, voir Schwartz.
Alexandru (Sándor) Sobi Schwartz est un footballeur roumain né le 18 janvier 1909 à Târgu Mureș en Autriche-Hongrie (aujourd'hui en Roumanie) et mort le 30 novembre 1993.

## Biographie
Schwartz Sándor fait partie de la minorité allemande de Transylvanie. 
Il a évolué dans les années 1930 comme attaquant dans le club roumain de Ripensia Timișoara.
Avec l'équipe de Roumanie, il est sélectionné par les deux entraîneurs Josef Uridil et Costel Rădulescu pour participer à la coupe du monde 1934 en Italie. Mais Alexandru Schwartz n'a pu jouer de match lors de la compétition : l'équipe roumaine est éliminée au 1er tour par l'équipe de Tchécoslovaquie sur un score de 2 buts à 1 en huitièmes-de-finale.

## Palmarès
- International roumain de 1932 à 1937 (10 sélections et 8 buts marqués[3])
- Première sélection : le 12 juin 1932 : Roumanie-France, 6-3 (2 buts de Schwartz)[4]
- Présélectionné pour la Coupe du monde 1934[5]